# Stethynium peccavum
Stethynium peccavum är en stekelart som beskrevs av Girault 1938. Stethynium peccavum ingår i släktet Stethynium och familjen dvärgsteklar. Inga underarter finns listade i Catalogue of Life.